# Архангельские губернские ведомости
«Арха́нгельские губе́рнские ве́домости» — официальная газета Архангельской губернии, издававшаяся с 1838 по начало 1918 года.
Губернские ведомости создавались как газеты официального характера. Они должны были облегчить работу канцелярий, сократить срок ознакомления местных (уездных, сельских, волостных) органов власти с важнейшими решениями центральных и губернских властей.

## История
Архангельскому гражданскому губернатору был направлен циркуляр министра внутренних дел графа Блудова от 31 августа 1837 г., в котором предлагалось «озаботиться приведением в приличное состояние губернской типографии с тем, чтобы не встретить никакой остановки в печатании „Губернских Ведомостей“, коих издание начать с 1 января 1838 г.» 18 октября 1837 г. члены Архангельского Губернского правления на своем заседании обсудили следующие вопросы: состояние местной типографии, учреждение редакции, назначение подписной платы на «Губернские ведомости», цены за помещение частных объявлений, условия подписки.
По штатному расписанию редактор и писец (как минимум один) должны были состоять при Первом отделении Канцелярии губернского правления. Жалование им назначалось из доходов типографии.
Первый номер Архангельских губернских ведомостей появился 5 января 1838 года.
Все присутственные места были обязательными получателями газеты: канцелярия Архангельского военного губернатора; канцелярии гражданского губернатора, начальника таможенного округа, почтового инспектора; губернского прокурора, главного командира порта, штаб-офицера корпуса жандармов, кригс-комиссара порта, начальника инженерной команды по морской строительной части, морского госпиталя; городская дума и магистрат; казенная палата, палата уголовного и гражданского суда, палата государственных имуществ; таможня; каждая часть городской полиции; губернская и уездные почтовых конторы; удельная контора с шестью приказами; губернская строительная комиссия; комитет о продовольствии жителей; совестной и коммерческий суды; контора коммерческого банка; правление северного округа корабельных лесов; сиротский суд; приказ общественного призрения; духовная консистория и духовная семинария; дирекция училищ; врачебная управа и казенная аптека. Один экземпляр АГВ отпускался бесплатно в Архангельскую публичную библиотеку (сейчас — Архангельская областная научная библиотека имени Добролюбова).
Ведомости делились на две части: официальную и неофициальную. Первая состояла из двух отделов: царские манифесты, указы Сената и Комитета министров, распоряжения губернского правления и объявления центральных и местных учреждений. Наиболее интересной для исследователей является неофициальная часть, в которой публиковались статистические, исторические, этнографические материалы, частные объявления, цены на продукты, метеорологические наблюдения.
Изначально «Губернские ведомости» формально были бесцензурными, но фактически они находились «под наблюдением» высшей губернской администрации и местных цензоров. Каждый номер газеты подписывал в печать вице-губернатор, цензоры назначались губернатором чаще всего из преподавателей Архангельской гимназии или из чиновников местного учебного ведомства. В дальнейшем цензура становилась все более строгой.
«Эпоха Великих реформ» началась для «АГВ» в 1866 г. Ведомости стали большеформатными, изменилось оформление, увеличилась оперативность. Все события, происходящие в стране и на Севере публиковались и становились доступными читателям. Формы публикаций стали разнообразнее: постоянно публиковались передовые статьи, рецензии, фельетоны, иностранная и внутренняя хроника. Была налажена система обмена изданиями (ведомостями других губерний, а также со столичными изданиями, такими, как: «Журнал Министерства внутренних дел», «Санкт-Петербургские академические ведомости», «Сын Отечества», «Коммерческая газета», «Журнал Министерства государственных имуществ», «Русский инвалид», «Земледельческая газета», «Мануфактурные и горнозаводские известия», «Военный журнал», газеты «Друг здоровья», «Журнал мануфактур и торговли», «Литературная газета», «Эконом», «Современник», «Лесной журнал», «Финский вестник», «Северная пчела», «Отечественные записки», «Библиотека для чтения», «Ведомости Санкт-Петербургской городской полиции», «Журнал коннозаводства и охоты», «Журнал ветеринарной медицины», «Москвитянин», «Московские ведомости», «Одесский вестник», газета «Кавказ»).
Большинство исследователей отмечают, что к концу XIX века «Губернские ведомости» все более ограничиваются распространением официальной информации. Сокращается число историко-этнографических и краеведческих публикаций. В итоге к 1914—1918 гг. неофициальная часть АГВ сократилась до минимума: в ней публиковались только частные объявления.
Корреспонденты были в основном внештатные. За опубликованную статью автору высылали номер АГВ. Гонорар им стал выплачиваться только в 1860-х годах. С газетой сотрудничали самые разные люди: священники (о. Георгий (Терентиев), о. Илья (Легатов)), чиновники(А. В. Журавский, А. И. Подвысоцкий, А. А. Каменев, Ф. В. Вальнев), часто чиновники были из ссыльных (П. П. Чубинский, П. С. Ефименко) и др.

## Периодичность издания
- 1838—1866 — 1 раз в неделю, по средам
- 1867—1899 — 2 раза в неделю, по средам и субботам
- 1900—1913 — ежедневно, за исключением послепраздничных дней
- 1914—1918 — 2 раза в неделю, по средам и субботам.

## Программа неофициальной части «Архангельских губернских ведомостей» на 1838 год издания
(в виде отдельного объявления к № 20 Ведомостей «в Градские и Земские полиции для раздачи сих объявлений обывателям и для приглашения подписчиков»)
При Архангельском губернском правлении с начала 1838 г. издаются губернские ведомости, целью коих есть между прочим: доставление каждому удобнейшего средства получать в надлежащее время сведения о постановлениях и распоряжениях Губернского начальства, а равно и других предметах, более или менее полезных и любопытных, например:
- Объявления, об учреждении каких-либо новых мест или должностей в Губернии.
- Объявления об определении, перемещении, увольнении и о наградах чиновников.
- Объявления об отличных действиях кого-либо из чиновников, или обывателей, на пользу службы и для блага общего.
- Объявления от Полиции Градской и Земской, о найденных ею и представленных в оную вещах, и тому подобное.
- Объявления о вызове к поставкам, откупам и подрядам в Губернии производящимся.
- Сметы и раскладки земских повинностей, по утверждению оных высшим Начальством.
- Объявления о публичной продаже имуществ.
- Предохранительные объявления городским и сельским обывателям о повальных болезнях и скотских падежах.
- О чрезвычайных происшествиях в губернии.
- О рыночных справочных ценах на разные потребности.
- О состоянии как казенных, так и частных значительнейших фабрик и заводов.
- О Способах улучшения сельского хозяйства и домоводства.
- О главнейших рынках и вообще о состоянии промыслов и торговли в губернии.
- О метеорологических наблюдениях.
- О ярмарках.
- О главнейших рынках и вообще о состоянии промыслов и торговли в Губернии.
- О состоянии судоходства в губернии.
- Об открытии в Губернии новых учебных заведений обоего пола.
- О находимых в губернии монетах и иных древностях.
- О замечательных в губернии чрезвычайных явлениях по всем царствам природы.
- Разные, достойные любопытства исторические о губернии сведения.
- Некрология известнейших в губернии лиц, заслуживающих общее внимание, и проч.
- О продаже и покупке недвижимого и движимого имения и проч.
- О предложении услуг.
- О бежавших и без вести пропавших людях, когда сие объявляется не от Правительства.
- О потерянных или украденных вещах.
- Об уничтожении доверенностей и актов и другие сему подобные предостерегательные объявления.
- Вызовы частными людьми кредиторов и должников.